# ريتشارد بيل (مخرج)
ريتشارد بيل هو مخرج كندي، ولد في 17 مارس 1975 في نيو ويستمينيستر في كندا.

## روابط خارجية
- ريتشارد بيل على موقع IMDb (الإنجليزية)
- ريتشارد بيل على موقع قاعدة بيانات الفيلم (الإنجليزية)